# Герб Чернігівського району (Запорізька область)
Герб Черні́гівського райо́ну — офіційний символ Чернігівського району Запорізької області, затверджений рішенням № 8 12 сесії Чернігівської районної ради 24 скликання від 25 червня 2004 року. Автор — Мащенко Віктор Григорович.

## Опис
Геральдичний щит форми розтягнутої шкури. Поле щита золотого кольору, що символізує непохитність та життєздатність. Поверх середини основи щита — розгорнута книга на фоні шестерні, вони символізують навчальний заклад, розташований на території району, що готує спеціалістів для сільського господарства (ПТУ № 61, філія, с. Обіточне).
Щит обрамляють віти лавра — символ бойової та трудової слави району, та віти дуба — символ сили, мужності. Віти перевиті синьою стрічкою — символом річки Молочна, що бере початок на території району.
Качани кукурудзи та колоски пшениці є основними культурами та символом достатку. Над щитом силует Синьої гори, де добувають граніт, з-за якої сходить багатопроменеве сонця.